# Рутенийтитан
Рутѐнийтита́н — бинарное неорганическое соединение, интерметаллид титана и рутения с формулой TiRu, кристаллы.

## Получение
- Сплавление стехиометрических количеств чистых веществ:

{\displaystyle {\mathsf {Ti+Ru\ {\xrightarrow {2150^{o}C}}\ TiRu}}}

## Физические свойства
Рутенийтитан образует кристаллы кубической сингонии, пространственная группа P m3m, параметры ячейки a = 0,3203 нм, Z = 1, структура типа хлорида цезия CsCl.
Соединение конгруэнтно плавится при температуре 2150 °C (согласно другим источникам, 2130 °C).